# Plecia erebea
Plecia erebea är en tvåvingeart som beskrevs av Frederick Askew Skuse 1889. Plecia erebea ingår i släktet Plecia och familjen hårmyggor. Inga underarter finns listade i Catalogue of Life.